# Río Cruz del Eje

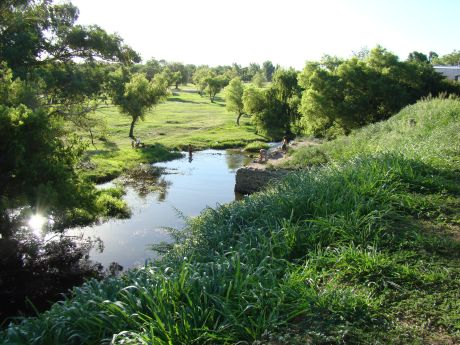

Le Cruz del Eje est une rivière du centre de l'Argentine qui coule au nord-ouest de 
la province de Córdoba. C'est un cours d'eau endoréique qui se perd dans la dépression des Salinas Grandes.

## Géographie
Le río Cruz del Eje naît de l'union des ríos San Marcos, Quilpo y Candelaria.
Le río San Marcos reçoit les eaux du versant occidental de la sierra Chica, de la sierra de Cuniputo et de la Sierra de Copacabana. Ceux-ci se situent aux confins du bassin du río Primero, au sud de la localité de La Cumbre (Córdoba).
Lors de son parcours, il reçoit les eaux  de :
- du río Quilpo, venu de la partie nord du cordon central des sierras Grandes.
- du río de la Candelaria, tributaire qui coule plus à l'ouest.

Après avoir reçu ces affluents, le río Cruz del Eje se dirige vers le nord-ouest tout comme le río de Soto et le río Pichanas et finit par se perdre dans la dépression des Salinas Grandes.
La superficie de son bassin versant est de plus ou moins 1 700 km2.

## Ville traversée
- La ville de Cruz del Eje, chef-lieu du département de Cruz del Eje.

## Barrage
Un barrage a été construit sur la rivière en 1940-1943 :
- Le barrage de Cruz del Eje